# Clivus Victoriae

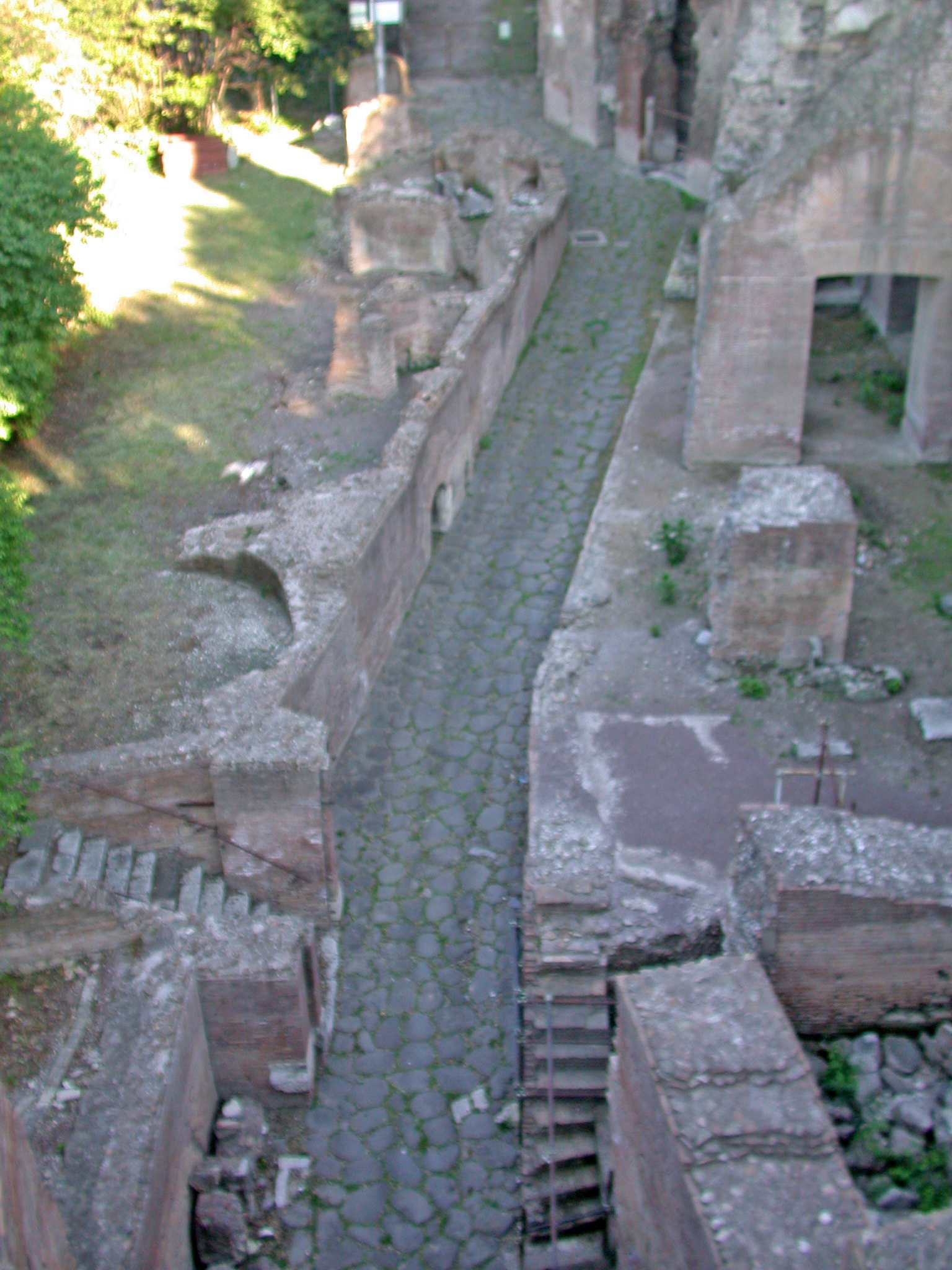
Un tratto del clivus Victoriae

Il clivus Victoriae (clivo della Vittoria) era una strada di Roma antica che, come indica il nome (clivus) aveva un percorso in salita.
Partendo dal Velabro, saliva sul Palatino, costeggiando dapprima il lato occidentale e quindi quello settentrionale della collina, terminando infine nel clivus Palatinus.
Ne restano diversi tratti pavimentati.

## Origine del nome
Questa strada prendeva il nome dal Tempio della Vittoria, che doveva sorgere nei suoi pressi.

## Descrizione del percorso
Il clivo capitolino iniziava probabilmente presso la Porta Romana, un po' più a sud della chiesa di San Teodoro al Palatino
Con una pendenza relativamente costante, costeggia il lato occidentale del Palatino, fino al vertice settentrionale della collina prospiciente il Foro Romano, dove curvava bruscamente verso est. Questo tratto fu poi coperto dalle sostruzioni della Domus Tiberiana nell'espansione eseguita da Domiziano e Adriano (I-II secolo d.C.).
Quindi confluiva nel clivus Palatinus, che collegava la Via Sacra con la sommità del colle, di fronte alla Domus Flavia.
In tutto il percorso si è conservata la pavimentazione antica a basoli. È probabile che la costruzione della Domus Tiberiana abbia comunque modificato il percorso originario del clivus.
Un probabile riferimento al rifacimento della pavimentazione di questa via in età sillana sembra essere presente in un'iscrizione rinvenuta nel Foro.